# 千成日
千成日（韓語：천성일，1971年—）或譯千成一，韓國電視、电影編劇。

## 作品

### 电视剧
- 2010年：KBS《推奴》
- 2010年：KBS《逃亡者Plan.B》
- 2013年：MBC《七級公務員》
- 2017年：JTBC《The Package》
- 2018年：SBS《致親爱的法官大人》
- 2021年：tvN《L.U.C.A.: The Beginning》
- 2022年：Netflix《殭屍校園》
- 2023年：JTBC《歡迎來到王之國》開創
- 2025年：Disney+《濁流之爭》[1]

### 电影
- 2008年：《京城往事》
- 2009年：《七级公务员》
- 2010年：《我的美女老爸》
- 2012年：《五百万美元的大丈夫》
- 2014年：《海賊：汪洋爭霸》
- 2015年：《西部戰線1953》
- 2021年：《海賊：鬼怪的旗幟》

## 获奖
- 2010年：KBS电视部门－最佳编剧奖
- 2010年：第46届百想艺术大赏－TV部門 剧本奖（推奴）
- 2010年：第3屆韓國電視劇節－迷你劇編劇獎（推奴）

## 外部連結
- NAVER電影（页面存档备份，存于）

1. ↑  . 네이버 엔터-NAVER. 2024-11-21  [2024-11-21]. （原始内容存档于2024-11-21） （韩语）.